# Filippo Lanza
Filippo Lanza (Zevio, Italia; 3 de marzo de 1991) es un jugador profesional de voleibol italiano. Ocupa la posición de receptor/atacante en la  selección italiana y en el  Sir Safety Perugia.

## Trayectoria
Empieza su carrera en el 2006 jugando en el equipo juvenil del Trentino Volley hasta el 2009 cuando llega cedido por dos temporadas al Club Italia, jugando en la Tercera y Segunda División de Italia.
En la temporada 2011/2012 regresa al Trentino Volley, debutando así en el primer equipo y en la  Serie A1 donde cumple el papel de primer reserva de la pareja titular  Kazijski-Juantorena y gana sus primeros títulos, la Supercopa de Italia, la  Copa de Italia y el  Campeonato Mundial de Clubes.
El año siguiente gana su primer  Campeonato de Italia frente al Pallavolo Piacenza ingresando en todos los cinco partidos de la serie de Final Playoff.
En 2013/2014, en consecuencia de la marcha al Halkbank Ankara de Kazijski y Juantorena, se convierte en titular y en el primer partido de la temporada gana su segunda Supercopa de Italia derrotando el Lube Macerata por 3-0.
En verano de 2015 es nombrado capitán del Trentino Volley, convirtiéndose en el más joven en la historia del club en lucir los grados. Tras 13 temporadas en el club trentino en verano de 2108 ficha por el  Sir Safety Perugia y en enero de 2019 gan asu tercera Copa de Italia.
Desde 2012 forma parte de la  selección italiana, con la cual gana la medalla de plata en el campeonato europeo de 2013 y en la  Copa Mundial de 2015 y las de bronce en la Liga Mundial 2013 y en la Gran Championship Cup. En 2014 consigue un nuevo bronce en la Liga Mundial 2014 figurando en el sexteto inicial en la semifinal y en la final 3°/4° puesto debido a la lesión de Jiri Kovar.
En octubre de 2015 gana su cuarto bronce con la selección en el campeonato europeo de 2015, tras derrotar a Bulgaria por 3-1. Forma parte de la selección italiana en los Juegos Olímpicos de Río de Janeiro 2016 donde consigue la medalla de plata.

## Palmarés

### Clubes
- Campeonato de Italia (3) : 2012/2013, 2014/2015, 2018-19
- Copa de Italia (2) : 2011/2012, 2012/2013
- Supercopa de Italia (2) : 2011, 2013
- Campeonato Mundial de Clubes (2),  2011,  2012